# Diagramme de Tauc

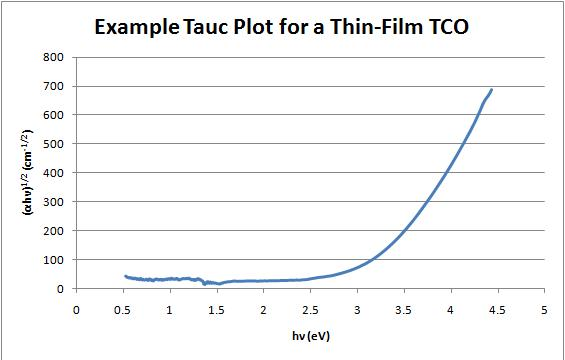
Diagramme de Tauc typique pour un oxyde conducteur transparent à couche mince amorphe.

Le diagramme de Tauc est un graphique communément utilisé pour déterminer le band gap optique d'un matériau - en général un semi-conducteur. Partant d'une mesure du coefficient d'absorption (noté en général {\displaystyle \alpha }) en fonction de la longueur d'onde par spectroscopie UV-visible, la méthode consiste à représenter la quantité {\displaystyle (\alpha h\nu )^{1/r}} en fonction de l'énergie {\displaystyle h\nu }. La constante {\displaystyle r} dépend de la nature du band gap, elle vaut 1/2 pour un gap direct et 2 pour un gap indirect. La valeur du gap est obtenue en extrapolant la partie linéaire de la courbe, à l'intersection de cette droite avec l'axe des abscisses.  
Le diagramme de Tauc est nommé d'après le physicien Jan Tauc qui a proposé cette méthode dans les années 1960 pour l'analyse de semiconducteurs amorphes.